# Juglans ailanthifolia
Juglans ailanthifolia là một loài thực vật có hoa trong họ Juglandaceae. Loài này được Carrière mô tả khoa học đầu tiên..